# جورج دوسن
جورج دوسن (بالإنجليزية: George Dawson)‏ (19 مارس 1799 بشفيلد في المملكة المتحدة - 3 مايو 1843) هو لاعب كريكت بريطاني (وحمل سابقاً جنسية المملكة المتحدة لبريطانيا العظمى وأيرلندا ومملكة بريطانيا العظمى).